# Schule Rellinger Straße
Die Schule Rellinger Straße ist eine Grundschule im Hamburger Stadtteil Eimsbüttel. Die Schule wurde 1906 als Doppel-Volksschule mit einem Mädchen- und Jungenteil gegründet. 1969 wurde die Schule zur Haupt- und Realschule, 1991 zur Grundschule. Die Schule nimmt seit 2011 an einem Hamburger Schulversuch teil, bei dem die Grundschulzeit sechs Jahre beträgt. 2012 erhielt die Schule einen Deutschen Schulpreis.

## Geschichte und Architektur
Die Gründung der Schule fand 1906 als Mädchen- und Jungenschule statt. Die Planung für den Bau begann 1902, der Grundstein wurde 1905 gelegt. 1906 fand die Einweihung der Volksschule Rellinger Straße statt. Die Doppelschule nahm eine Knaben- und eine Mädchenschule auf, letztere umfasste die erste Kochschule Hamburgs.
Durch den Wiederaufbau der im Krieg stark zerstörten Schule ging nach 1945 das ursprüngliche Erscheinungsbild weitgehend verloren. Das Dach wurde vereinfacht aufgestockt. 1958 wurde eine ehemalige Fabrik zur Turnhalle für die Schule umgebaut, 1961 folgten zweigeschossige Bauten auf dem Schulhof.
1969 wurde sie zur Haupt- und Realschule, 1991 zur ausschließlichen Grundschule. Im Jahr 2004 begann der systematische Ausbau von jahrgangsgemischten Lerngruppen anstelle von Jahrgangsklassen. Seit 2008 nimmt die Schule am Hamburger Schulversuch „alles>>könner“ teil, bei dem kompetenzorientierte Formen des Unterrichts und der Leistungsrückmeldung erarbeitet werden. Seit 2011 bietet die Schule Rellinger Straße die Möglichkeit des sechsjährigen Schulbesuchs.
2012 wurde die Schule mit einem Deutschen Schulpreis ausgezeichnet. In der Laudatio hieß es: „Kinder können nicht anders: Sie lernen immer. An der Schule Rellinger Straße – liebevoll ,Relli' genannt – planen sie dieses Lernen selbst und legen auch gegenüber sich selbst Rechenschaft ab über das, was sie können“.

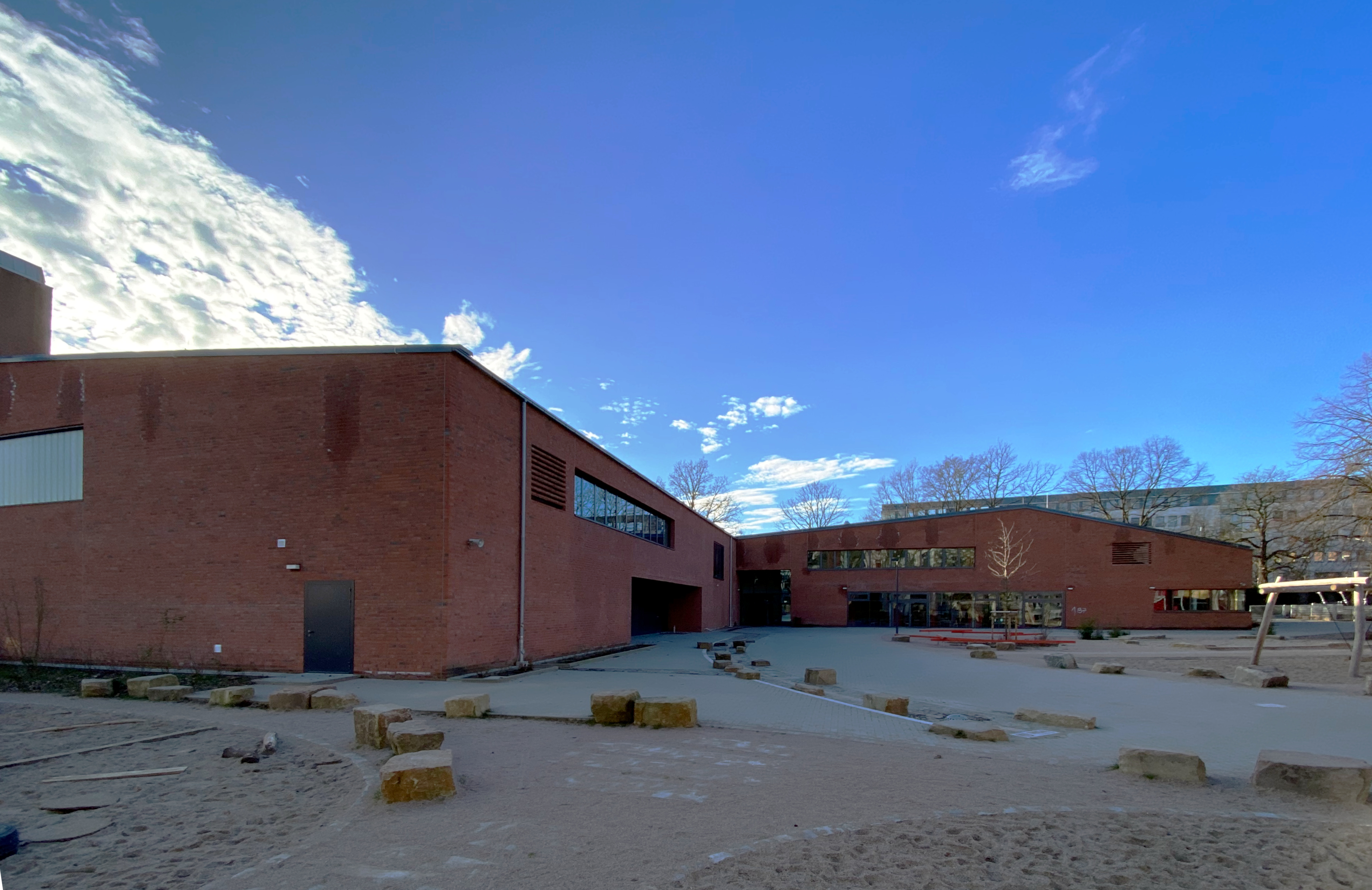
Ansicht des Neubaus vom Schulhof aus

Von 2017 bis 2018 wurde nach Plänen von BKS Krauß Stanczus Schurbohm + Partner Architekten zur Kieler Straße hin ein Neubau mit Fachräumen, einer Bibliothek, einer Mensa sowie einer Zweifeld-Sporthalle errichtet. Der Altbaubestand der zur Turnhalle umgebauten Fabrik wurde abgerissen. Der zweigeschossige Neubau besitzt eine L-Form, die Fassade ist mit rotem Verblendmauerwerk gestaltet.

## Schulkonzept
2010 wurde die Einführung der sechsjährigen Primarschule in Hamburg durch einen Volksentscheid abgelehnt. Die Schule Rellinger Straße zählte zu den vier Grundschulen in Hamburg, die dieses Modell dennoch im Rahmen eines Schulversuchs anbieten. Die Nutzung dieser Möglichkeit ist freiwillig, d. h. die Schüler können auch nach vier Jahren die Grundschule verlassen. Die Schule Rellinger Straße kooperiert beim Übergang nach der sechsten Klasse mit der Stadtteilschule Stellingen, dem Albrecht-Thaer-Gymnasium sowie dem Gymnasium Hoheluft.
An der Schule Rellinger Straße findet jahrgangsübergreifendes Lernen (JÜL) statt, d. h. Schüler verschiedener Jahrgänge lernen in einer Lerngruppe. Dabei werden die Kinder der ersten bis dritten und der vierten bis sechsten Klasse in einer Gruppe zusammengefasst.
Der Unterricht ist individualisiert, jedes Kind erhält eine persönliche Planungsmappe bzw. „Logbuch“ und arbeitet im persönlichen Lerntempo. Es wird Wert darauf gelegt, dass die Kinder selbständig sind und sich untereinander helfen, anstatt direkt den Lehrer um Hilfe zu bitten. Jedes Kind übernimmt nach Einführung durch den Lehrer ein bestimmtes Lernangebot, bei dem es Mitschüler unterstützt, die damit Probleme haben („ChefInnen-System“). Statt Noten gibt es an der Schule Rellinger Straße ausformulierte Kompetenzzeugnisse.
Das Schreiben wird anhand der von Jürgen Reichen entwickelten Methode Lesen durch Schreiben beigebracht. Mit Beginn der Grundschulzeit wird Englisch unterrichtet, ab Klasse 6 kann eine zweite Fremdsprache (Französisch oder Spanisch) gewählt werden. Ein Schwerpunkt des Unterrichts sind neue Medien, alle Klassenräume haben Smartboards, Rechner und Internetzugang.
An der Schule Rellinger Straße gibt es das Gremium Kinderkonferenz, durch das sich Schüler an Entscheidungen beteiligen können. Sie entsendet Vertreter in die Schulkonferenz.
In jeder Lerngruppe gibt es einen Jungen und ein Mädchen, die als ausgebildete Streitschlichter agieren. Daneben bietet die Schule ein soziales Kompetenztraining an.
Der Unterricht erfolgt im gebundenen Ganztag, d. h. die Teilnahme an den ganztägigen Angeboten ist für die Schüler verpflichtend. Die Schule arbeitet mit dem Verein Hoppetosse e.V. zusammen, um die Betreuung sicherzustellen.